# یواس‌آرسی لوی وودبری
یواس‌آرسی لوی وودبری (به انگلیسی: USRC Levi Woodbury) یک کشتی بود که طول آن ۱۳۰ فوت (۴۰ متر) بود. این کشتی  در سال ۱۸۶۳ ساخته شد.